# 昌吉高新技术产业开发区
昌吉高新技术产业开发区（英語：Changji National High-Tech Industrial Development Zone）位于新疆维吾尔自治区“乌昌石”城市群战略核心区域，距乌鲁木齐市中心49公里，其主要发展区域为昌吉市乌伊公路以南、长宁南路以西11.26平方公里。其前身为于1992年成立的昌吉经济技术开发区，2000年升格为省级高新区，2010年9月，经中华人民共和国国务院批准升格为国家级高新区。目前辖区总面积为426平方公里，其中起步区34平方公里、近中期规划建设面积54平方公里。

## 园区概况
截止到2017年第三季度，园区地方财政收入达4.79亿元，2017年全年预计实现工业总产值285亿元，固定资产投资和招商引资到位资金五年累计实现363.86亿元和412.89亿元。 